# Gnophos nivea
Gnophos nivea är en fjärilsart som beskrevs av Karl Schawerda 1913. Gnophos nivea ingår i släktet Gnophos och familjen mätare. Inga underarter finns listade i Catalogue of Life.